# Pardalotus rubricatus
Pardalotus rubricatus е вид птица от семейство Pardalotidae.

## Разпространение
Видът е разпространен в Австралия.